# Aleš John
Aleš John (* 19. července 1950), je český expert na jadernou energetiku, bývalý ředitel JE Dukovany.

## Život
Vystudoval lékařskou elektroniku na elektrotechnické fakultě Vysokého učení technického v Brně, poté studoval postgraduálně a pracoval v oblasti ochrany před ionizujícím zářením a v roce 1982 přešel do právě začínající jaderné elektrárny Dukovany. Tam pracoval do roku 2003, V letech 1998 až 2003 byl ředitelem EDU. Podílel se také na několika mezinárodních projektech v jaderné energetice, do nichž se Česká republika zapojila. V roce 2008 se stal generálním ředitelem Ústavu jaderného výzkumu Řež, a. s., který provozuje většinu základního a aplikovaného jaderného výzkumu v České republice. V Období 1997 - 2010 byl předsedou správní rady WANO MC a členem celosvětové řídící rady WANO (Asociace provozovatelů jaderných elektráren). Je členem Spolku jaderných veteránů, členem rady Inženýrské akademie ČR a předsedou Občanské bezpečnostní komise při JE Dukovany.